# 梅日戈里耶
梅日戈里耶是俄罗斯巴什科尔托斯坦共和国的一个镇，距离首府乌法约200公里，人口17,464人（2006年）。該地在約1979年建立，1995年升格為市。